# Frühlingsblumen im Kelchglas
Frühlingsblumen im Kelchglas ist ein Gemälde des deutschen Malers Lovis Corinth von 1924. Das Bild zeigt einen Frühlingsblumenstrauß in einer Kelchvase und befindet sich im Besitz des Wallraf-Richartz-Museum & Fondation Corboud.

## Bildbeschreibung
Im Werkverzeichnis der Gemälde Corinths von dessen Frau Charlotte Berend-Corinth wird das Bild als Stillleben mit hängenden Weidenkätzchen und Anemonen vor hellen Papierbögen auf einem Tisch beschrieben. Bei der Vase handelt es sich um eine Glasvase mit einem schmalen Stiel, die sich nach oben kelchartig verbreitert. Die roten Anemonen befinden sich im Strauß an der vom Betrachter aus linken Seite, dahinter und auf der rechten Seite befinden sich die beschriebenen Weidenzweige mit den weißen Weidenkätzchen.
Der Hintergrund ist im oberen Bereich grau- und gelbweiß gehalten, im unteren Bereich befinden sich die angegebenen Papierbögen, die als Stapel erkennbar sind. Das Bild ist im linken oberen Bildfeld zweizeilig signiert mit Lovis Corinth 1924.

## Entstehung, Ausstellungen und Provenienz
Über die Entstehung des Bildes sind nur wenige Fakten bekannt. Nach dem Werkverzeichnis von Charlotte Berend-Corinth wurde es in Berlin gemalt. Es entstand im Jahr 1924, ein Jahr vor dem Tod von Lovis Corinth als eines von mehreren Blumenstillleben aus dieser Schaffensphase, darunter auch einige in der gleichen oder ähnlichen Vasen.

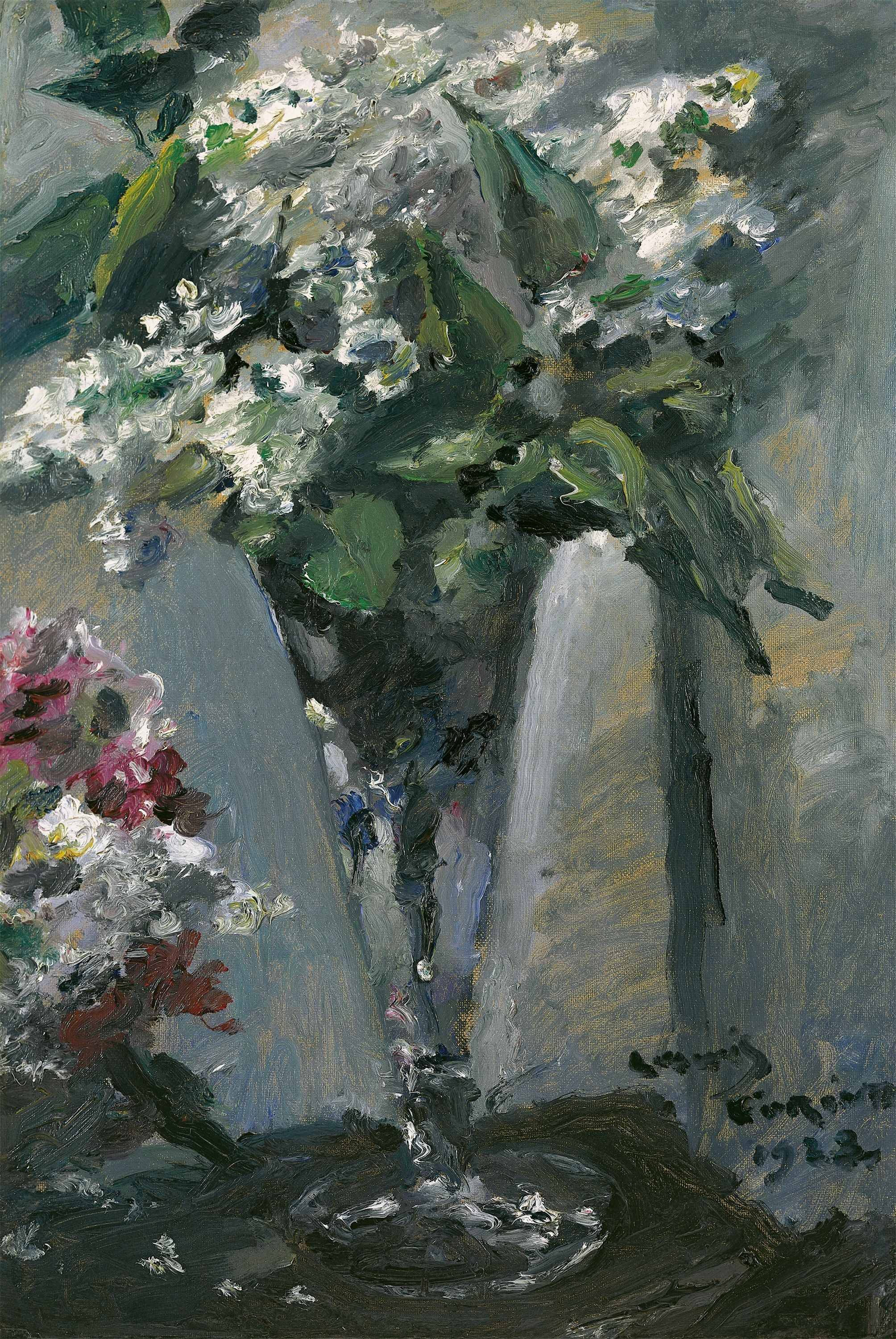
Flieder im Kelchglas, 1923 (BC 899)
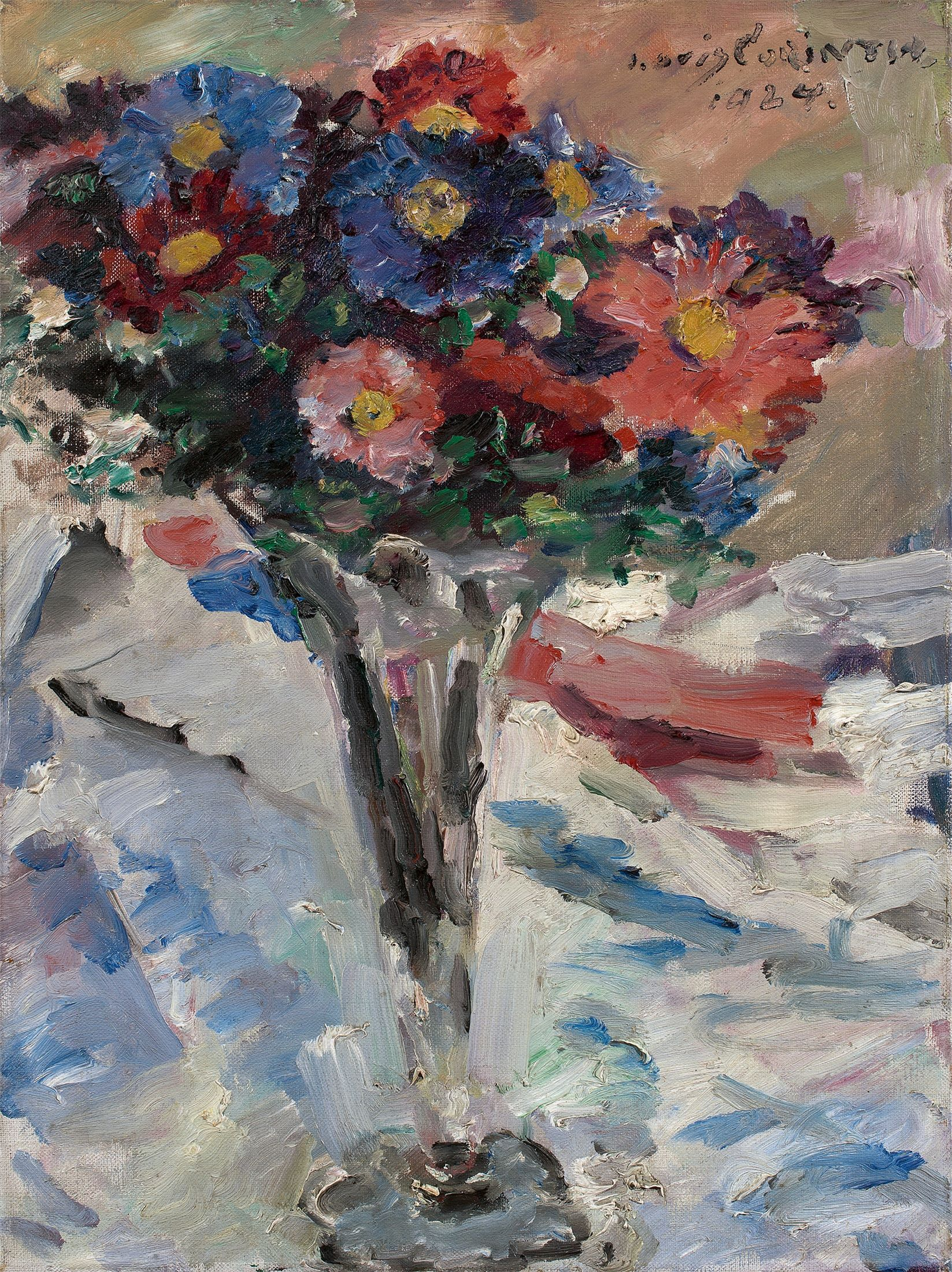
Astern im Kelchglas, 1924 (BC 945)
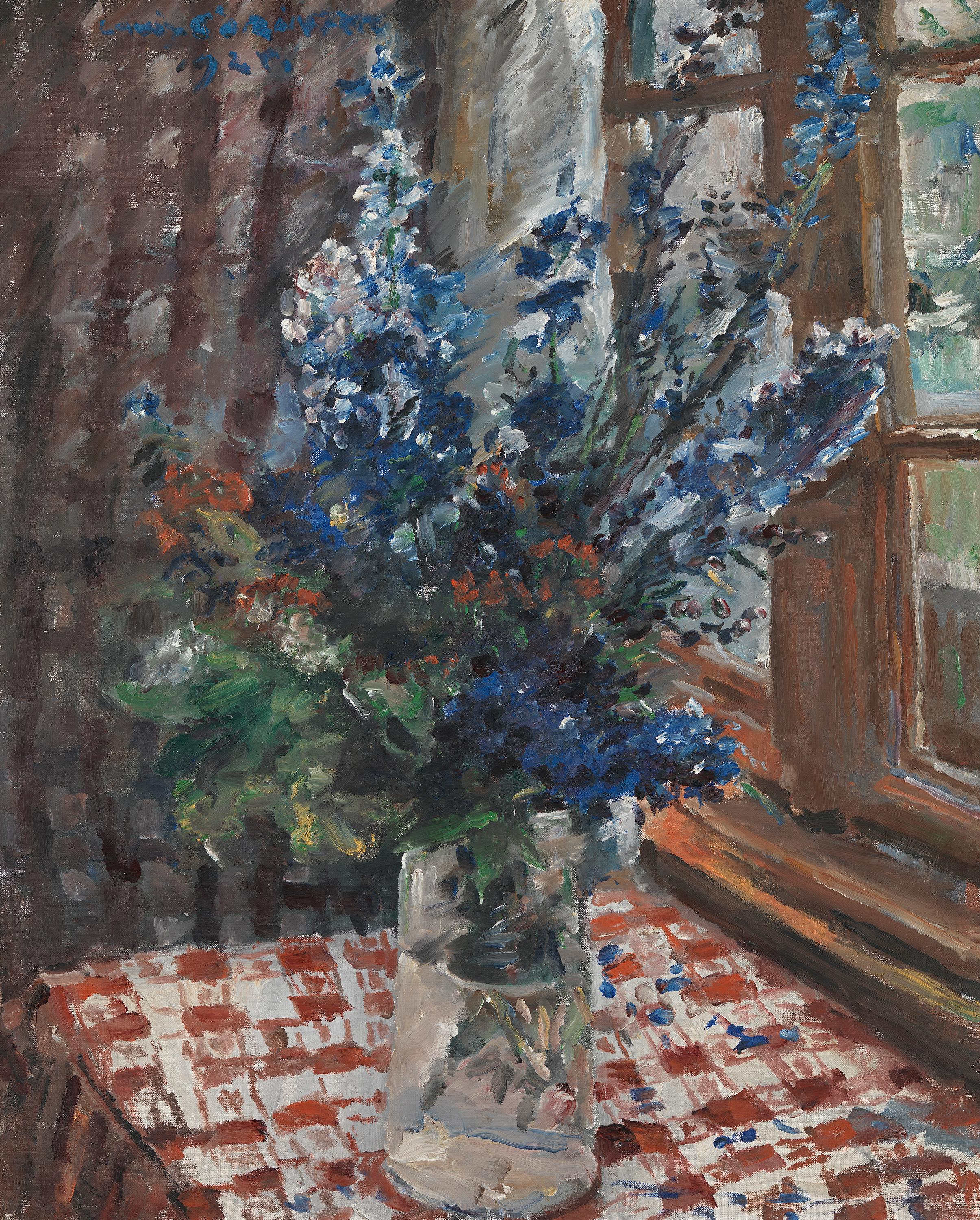
Rittersporn, 1924 (BC 932c)
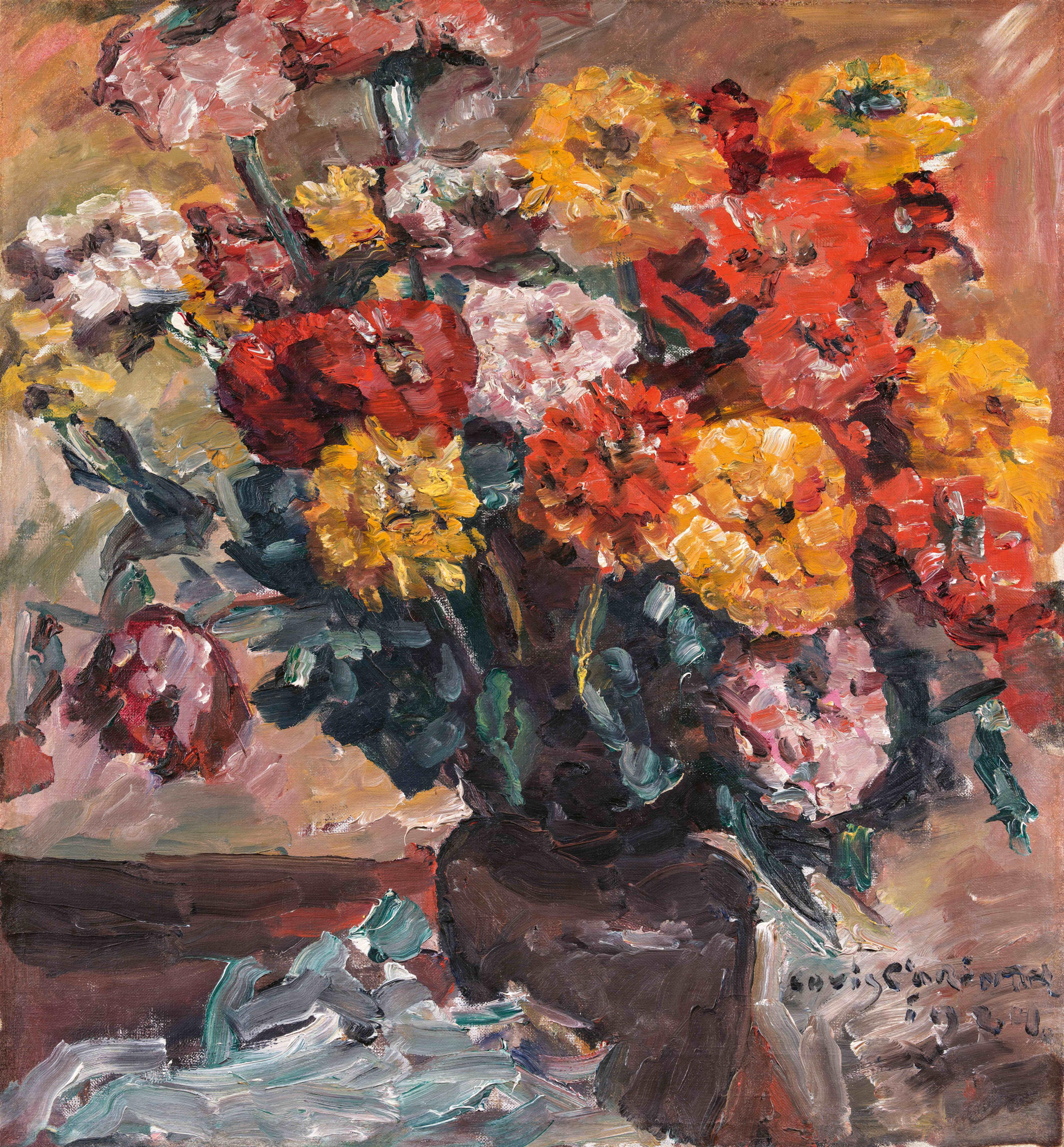
Zinnien, 1924 (BC 944)

Das Bild befand sich bis 1925 im Privatbesitz des Kölner Industriellen Richard von Schnitzler, der es dem Wallraf-Richartz-Museum unter der Leitung von Hans Friedrich Secker als Schenkung überließ. Alfred Salmony erwähnte das Stillleben in seiner Darstellung der Neuerwerbungen der neuzeitlichen Galerie im Wallraf-Richartz-Museum unter Secker in der Zeitschrift Der Cicerone 1927 allerdings eher am Rande. Es wurde während der Zeit des Nationalsozialismus 1936 im Kunsthaus Basel gezeigt. Nach dem 2. Weltkrieg war es 1950 Teil einer Ausstellung des Kunstvereins Düsseldorf und im gleichen Jahr im Wallraf-Richartz-Museum. Das Kunsthaus Köln zeigte das Bild zudem 1976. 1990 wurde es in verschiedenen Museen in Japan im Rahmen der Ausstellung „Impressionismus in Deutschland“ gezeigt, die in Yokohama, Hakodate, Kobe, Fukuoka und Nara gezeigt wurde, und 1992 war es erneut Bestandteil der Ausstellung „Deutsche Malerei von Barock bis Impressionismus“ des Wallraf-Richartz-Museums, die ebenfalls in Japan aufgegriffen wurde. Eine dritte Ausstellung in mehreren Museen Japans fand mit „Die großen Meister des Impressionismus“ 1996 statt.

## Belege
1. 1 2 3 4  Charlotte Berend-Corinth: Lovis Corinth: Die Gemälde. Neu bearbeitet von Béatrice Hernad. Bruckmann Verlag, München 1992; BC 937, S. 196. ISBN 3-7654-2566-4.
2. ↑  Alfred Salmony: Neuerwerbungen der neuzeitlichen Galerie im Wallraf-Richartz-Museum. In: Der Cicerone 1927, Heft 14 (Digitalisat)
3. ↑  Frühlingsblumen im Kelchglas auf der Website Kulturelles Erbe Köln; abgerufen am 26. Januar 2025.